# Niederhaslach
Niederhaslach je občina v departmaju Bas-Rhin francoske regije Alzacija.
Leta 1990 je v občini živelo 1.088 oseb oz. 164 oseb/km².